# Roland Trimen

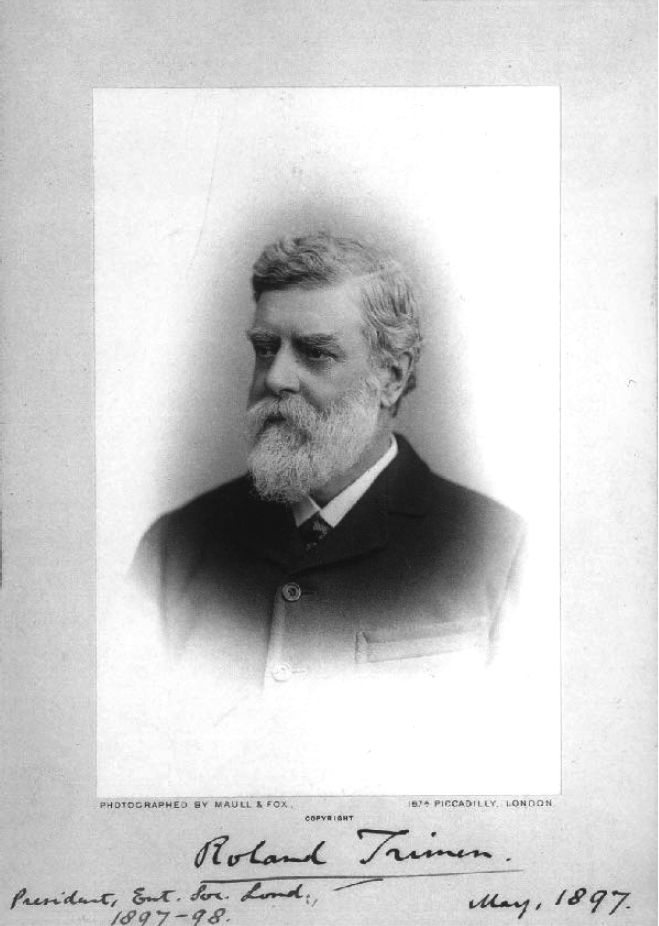
Roland Trimen

Roland Trimen (* 29. Oktober 1840 in London; † 25. Juli 1916 in Epsom bei London)  war ein britisch-südafrikanischer Lepidopterologe, bekannt für die Erforschung südafrikanischer Schmetterlinge.

## Leben und Schaffen
Er war der Bruder des Botanikers Henry Trimen und ging in Rottingdean und Wimbledon (King’s College School) zur Schule. Aufgrund einer chronischen Erkrankung ging er 1858 nach Südafrika, wo er als Freiwilliger unter Edgar Leopold Layard die Käfersammlung des Iziko South African Museum ordnete. Ab 1860 war er in der öffentlichen Verwaltung und wurde später Privatsekretär von Richard Southey und ab 1873 Sekretär von Henry Barkly (1815–1898), dem Gouverneur der Kapkolonie.
1866/67 und ab 1873 war er in Teilzeit Kurator des South African Museum. Dem Museum konnte er sich aber nur einen Tag widmen, bis er 1876 Kurator in Vollzeit wurde, was er bis 1895 blieb. Gesundheitsgründe erzwangen die Rückkehr nach England.
Er klassifizierte und  beschrieb Schmetterlinge aus Südafrika (insbesondere Kapkolonie), worüber er mit dem Offizier und Sammler James Henry Bowker (1825–1900) eine dreibändige Monographie veröffentlichte, in der 380 Arten beschrieben wurden, und anderen Teilen Afrikas (wie Madagaskar, Mauritius, Namibia, wo er die Sammlung von Axel W. Eriksson bearbeitete). Er befasste sich mit Mimikry und Ornithologie.
Er befasste sich auch mit Wein-Schädlingen und Orchideen-Bestäubung, was zur Korrespondenz mit Charles Darwin führte. Zudem war er Botaniker.
1897/98 war er Präsident der Entomological Society of London. Er war Fellow der Linnean Society und der British Association for the Advancement of Science. 1882 wurde er Fellow der Royal Society und 1910 erhielt er die Darwin-Medaille. Er war Gründungsmitglied und 1883/84 Präsident der South African Philosophical Society. 1908 wurde er Honorary Fellow der Royal Society of South Africa. 1899 erhielt er einen Honorary M.A. der Universität Oxford.
Seine Schmetterlingssammlung kam an den Privatsammler James John Joicey (1870–1932). Ein Großteil von Joiceys Sammlung kam an das Natural History Museum in London. Er erstbeschrieb die Schmetterlings-Gattungen Deloneura, Durbania und Erikssonia und die Arten Libythea laius und Orachrysops niobe.

## Schriften (Auswahl)
- mit James Henry Bowker: South-African Butterflies, 3 Bände, London: Trubner, 1887 bis 1889, Biodiversity Library